# Arago (jaskinia)
Arago (fr. La Caune de l’Arago) – jaskinia położona w południowej Francji, w departamencie Pireneje Wschodnie, u wschodniego podnóża Pirenejów, w pobliżu miasta Tautavel. Stanowisko archeologiczne okresu dolnego paleolitu. Od 21 kwietnia 1965 roku posiada status monument historique, w kategorii classé (zabytek o znaczeniu krajowym).
Jaskinia ma 35 m długości i 10 m szerokości. Po raz pierwszy wzmiankowana w 1838 roku w związku z odkryciem szczątków prehistorycznych zwierząt, w 1948 roku natomiast odkryte zostały narzędzia kamienne. Profesjonalne prace archeologiczne pod kierownictwem Henry’ego de Lumleya rozpoczęły się w 1964 roku.
Wewnątrz jaskini wyróżniono 5 zespołów archeologicznych i 9 poziomów geologicznych, pochodzących z okresu środkowego plejstocenu. Liczne znaleziska fauny obejmują kości m.in. żubrów, jeleni, turów i nosorożców włochatych. Najstarsze z nich datowane są na ok. 450 tys. lat BP, najmłodsze na ok. 95 tys. lat BP. Jaskinia była okresowo zasiedlana przez ludzi, wykorzystujących ją jako bazę łowiecką. Odnaleziono ponad 10 tysięcy narzędzi kamiennych, wykonanych głównie z kwarcu i niekiedy z krzemienia, głównie zgrzebła i narzędzia zębate. Reprezentują one przemysły aszelskie oraz tajackie.
W poziomie G, datowanym na okres ok. 320–220 tys. lat temu, odkryte zostały szczątki ludzkie, należące w sumie do 26 osobników. Szczególne znaczenie ma czaszka młodego mężczyzny, oznaczona symbolem „Arago XXI”. Pozycja taksonomiczna tzw. człowieka z Tautavel jest niepewna, klasyfikuje się go jako Homo erectus lub wczesnego przedstawiciela Homo neanderthalensis.

## Galeria

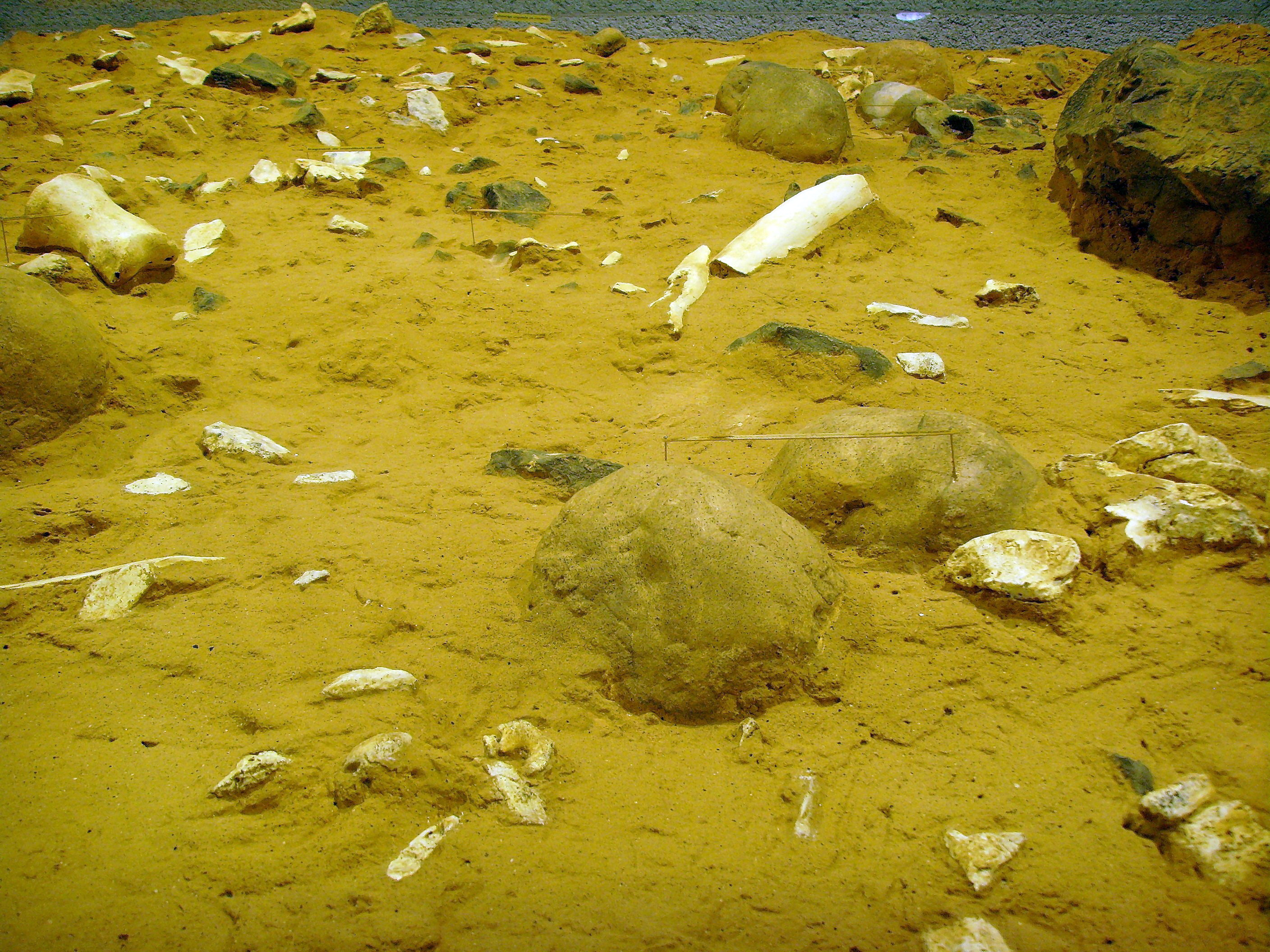
Wykopaliska
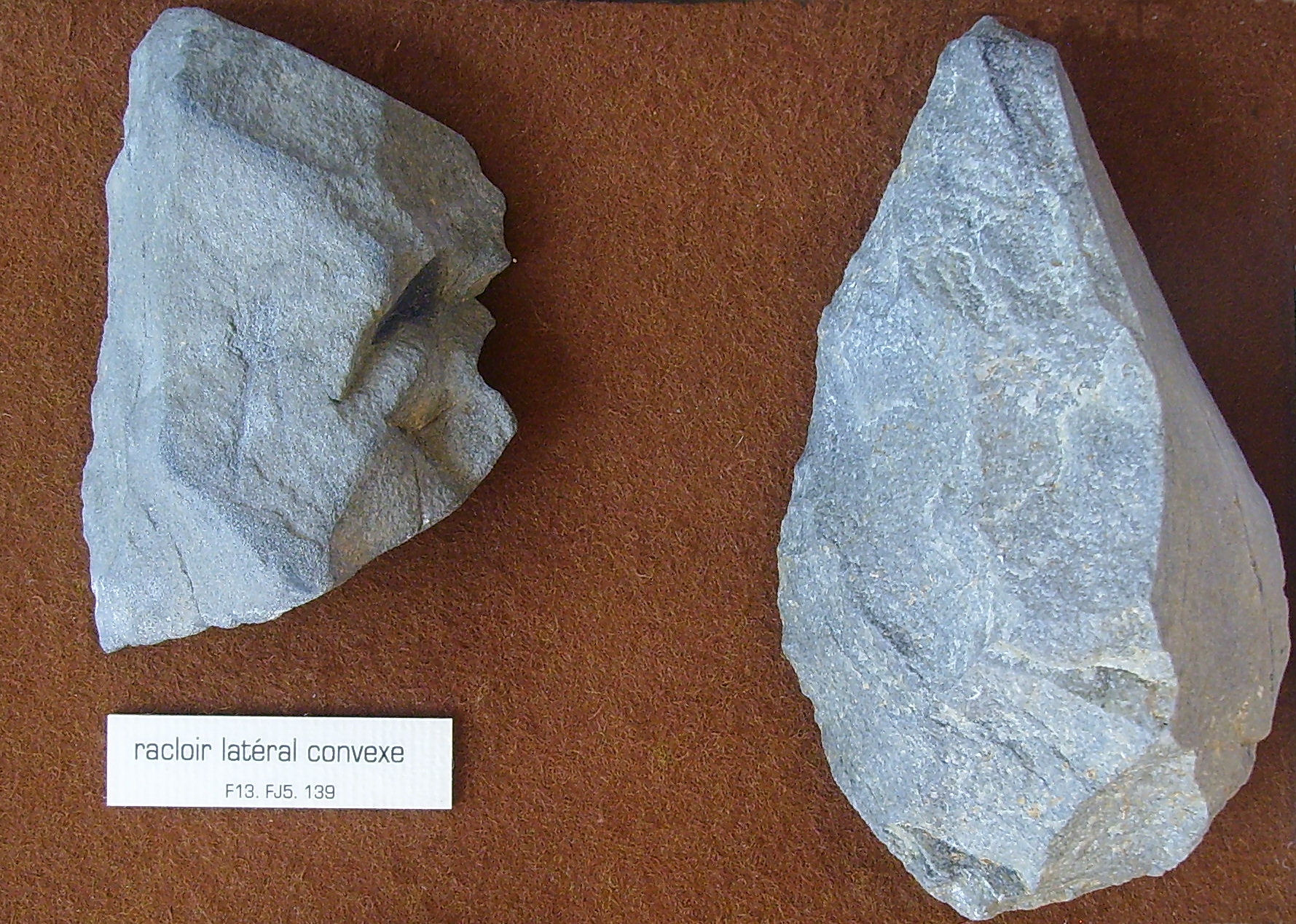
Narzędzia kamienne
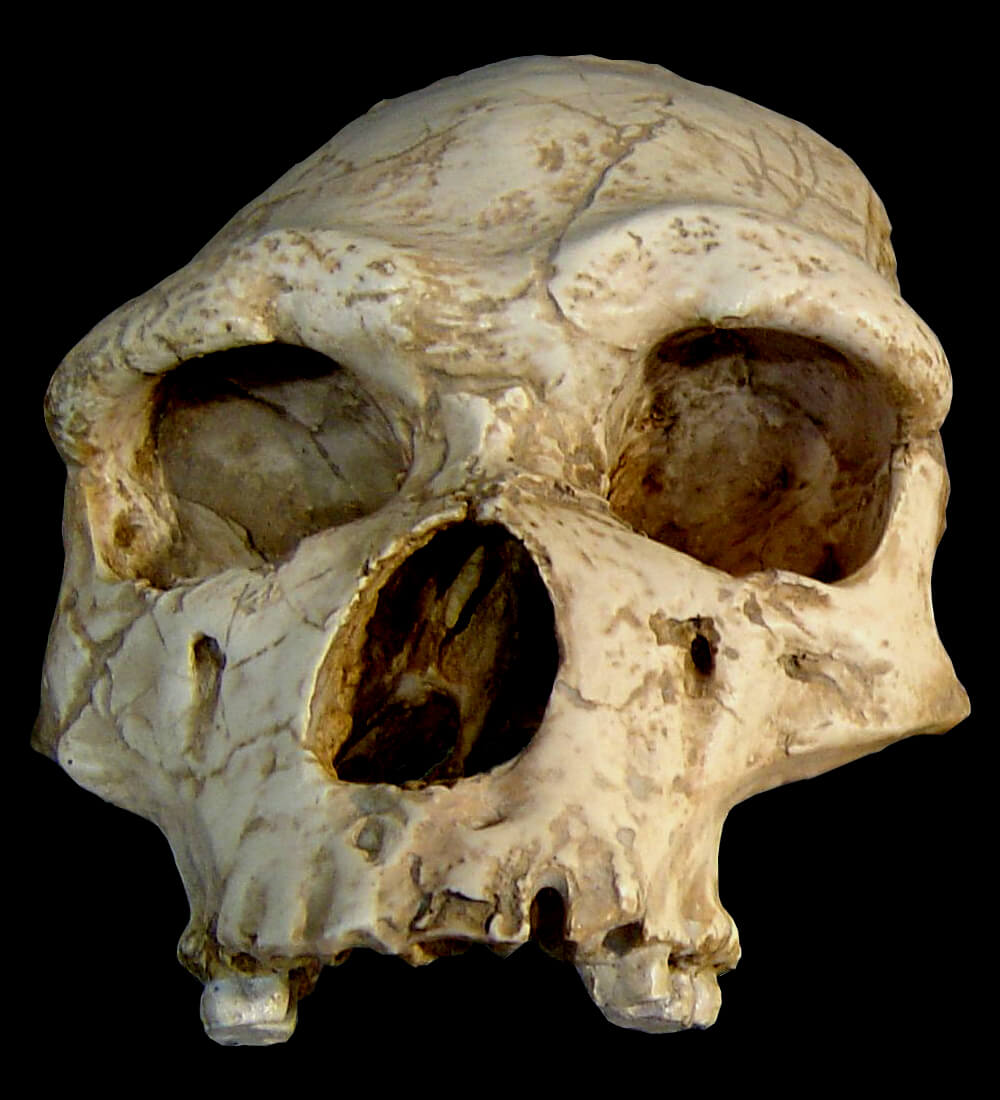
Czaszka człowieka z Tautavel
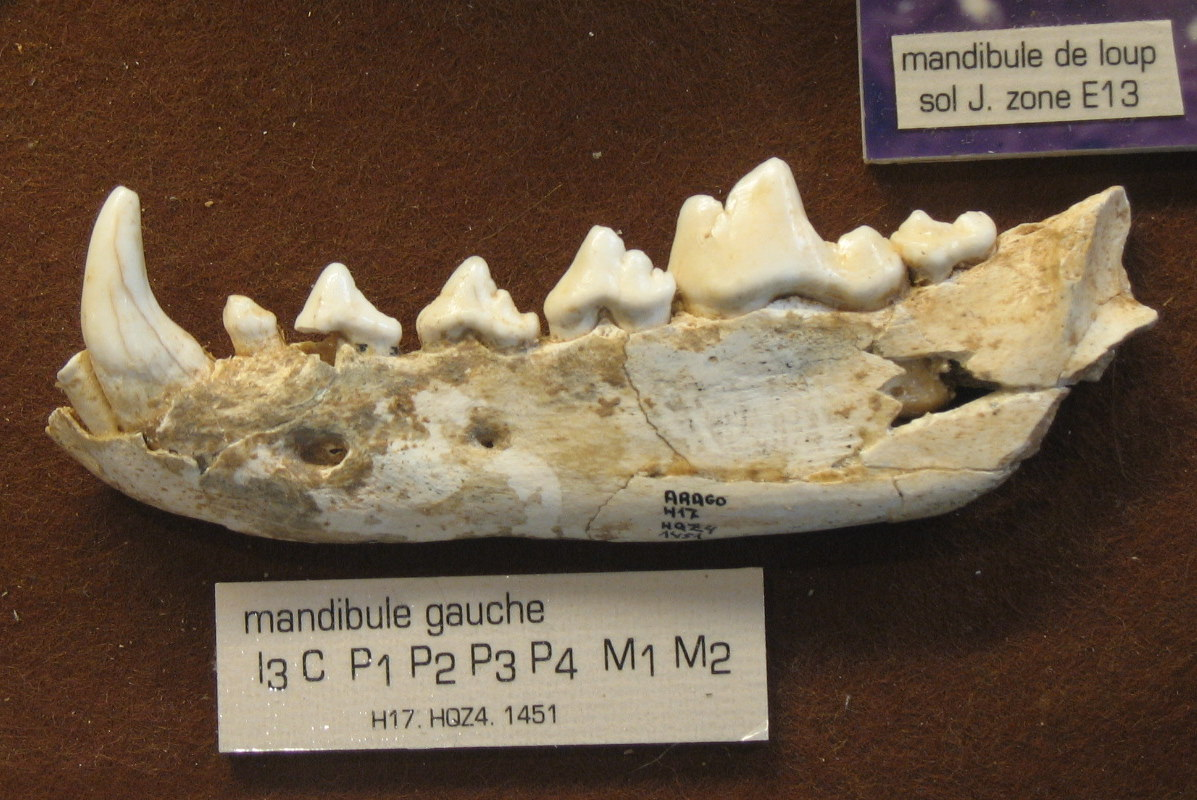
Żuchwa wilka